# Лукасевич, Игнаций
Ян Ю̀зеф Игна́ций Лукасе́вич (пол. Jan Józef Ignacy Łukasiewicz; 8 марта 1822, Задушники, Западная Галиция — 7 января 1882, Хоркувка, там же) — польский фармацевт, химик-технолог и предприниматель армянского происхождения.
Был основателем польской нефтедобывающей промышленности и одним из пионеров нефтедобывающей промышленности в мире, создал метод получения керосина путём дистиллирования сырой нефти. В 1853 году во Львове изобрёл керосиновую лампу.

## Биография

### Детство и молодость
Ян Юзеф Игнаций Лукасевич родился 8 марта 1822 года в деревне Задушники неподалёку от Мелеца, в той части Польши, которая после I раздела Польши отошла к империи Габсбургов. Сын Юзефа Лукасевича, который был обедневшим шляхтичем герба Лада армянского происхождения и в своё время воевал в рядах армии Тадеуша Костюшко, и Аполонии, урождённой Светлик. Семья получала доходы от владения деревнями Задушники, Захвейюв и Чайкова, но этих доходов было явно маловато, чтобы прокормить довольно многочисленную семью (у Игнация было два брата и две сестры).
В 1830 году семья Лукасевичей переехала в Жешув. Там Игнаций в 1832—1836 гг. учился в Жешувской гимназии, но, окончив четыре класса, вынужден был из-за денежных затруднений  в семье (которые она испытывала после смерти Юзефа Лукасевича) прервать образование и пойти работать. Он устроился учеником аптекаря в аптеке Антония Свободы, находившейся в местечке Ланьцут неподалёку от Жешува, и стал осваивать секреты химии и фармацевтики уже на практике. В 1840 году он сдал экзамен на получение места помощника фармацевта и вернулся в Жешув, где занял место помощника аптекаря в аптеке Эдварда Хюбля.
Работа у Хюбля была прервана арестом Лукасевича 19 февраля 1846 года в связи с его подпольной патриотической деятельностью (ещё в 1845 году после встречи с Эдвардом Дембовским Лукасевич принял присягу представителя Польского демократического общества в Жешуве). Почти два года он провёл в австрийских тюрьмах в Жешуве и Львове, но был освобождён 28 декабря 1847 года. Решением Львовского уголовного суда он был, однако, поставлен под постоянный надзор полиции и обязан был постоянно проживать во Львове.

### Работа во Львове

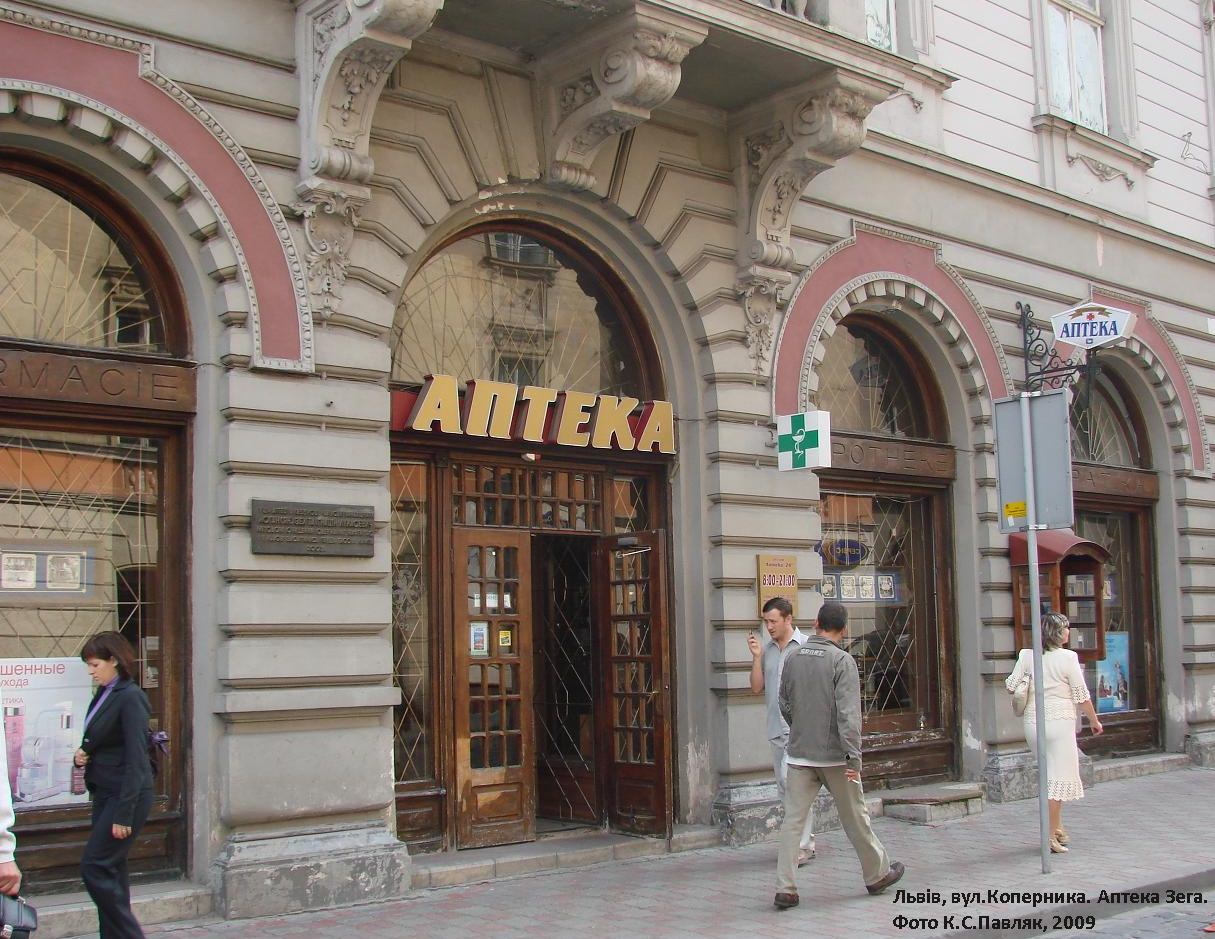
Львов. Вход в аптеку «Под золотой звездой» (фото 2009 года)

Во Львове Лукасевич устроился работать в аптеке Петра Миколяша «Под золотой звездой»; там он вошёл в доверие к хозяину аптеки, и тот добился у властей разрешения своему работнику покидать Львов.
После этого Игнаций Лукасевич решил продолжить образование и в 1850 году поступил в Ягеллонский университет в Кракове, где проучился три семестра. Однако, не сумев сдать экзамен по фармакогнозии, последний семестр он доучивался уже в Венском университете, где и получил 30 июля 1852 года степень магистра фармации (защитив под руководством профессора Йозефа Редтенбахера магистерскую диссертацию на тему «Baryta et Anilinum»).
Свежеиспечённый магистр вернулся во Львов, в аптеку Петра Миколяша. Осенью 1852 года Игнаций вместе с другим ассистентом Миколяша — Яном Зехом — занялся в приаптечной лаборатории исследованиями по дистилляции сырой нефти, первоначальной целью которых было создание новых лекарств. На рубеже 1852 и 1853 годов исследователи, перегоняя нефть, получили желтоватую маслянистую жидкость, дававшую при горении яркий и ровный свет. Это был керосин (считается, что впервые его получил в 1846 году канадский врач Абрахам Геснер перегонкой каменного угля). В поисках практического применения для продукта дистилляции Лукасевич и Зех попытались использовать его для освещения комнат; однако обычные масляные лампы для керосина не подходили, будучи взрывоопасными.
Требовалось внести изменения в конструкцию светильника, чем и занялись Лукасевич и Зех. В 1853 году, подключив к работе львовского жестянщика Адама Братковского, они сконструировали и изготовили опытный экземпляр первой в мире керосиновой лампы — с жестяным корпусом, цилиндрической верхней частью, снабжённой окошком из слюды, подводом воздуха снизу и пористым фитилём, нижний конец которого был погружён в толстостенный резервуар с керосином. С марта витрину аптеки Петра Миколяша освещала выставленная в ней лампа. А 31 июля 1853 года хирург Заорский (пол. Zaorski) успешно провёл во львовской больнице в ночное время экстренную операцию по удалению аппендикса, которая спасла жизнь пациенту Владиславу Холецкому (пол. Władysław Cholecki). Эта дата считается в Польше днём рождения отечественной нефтяной и газовой промышленности.

### Работа в Западной Галиции

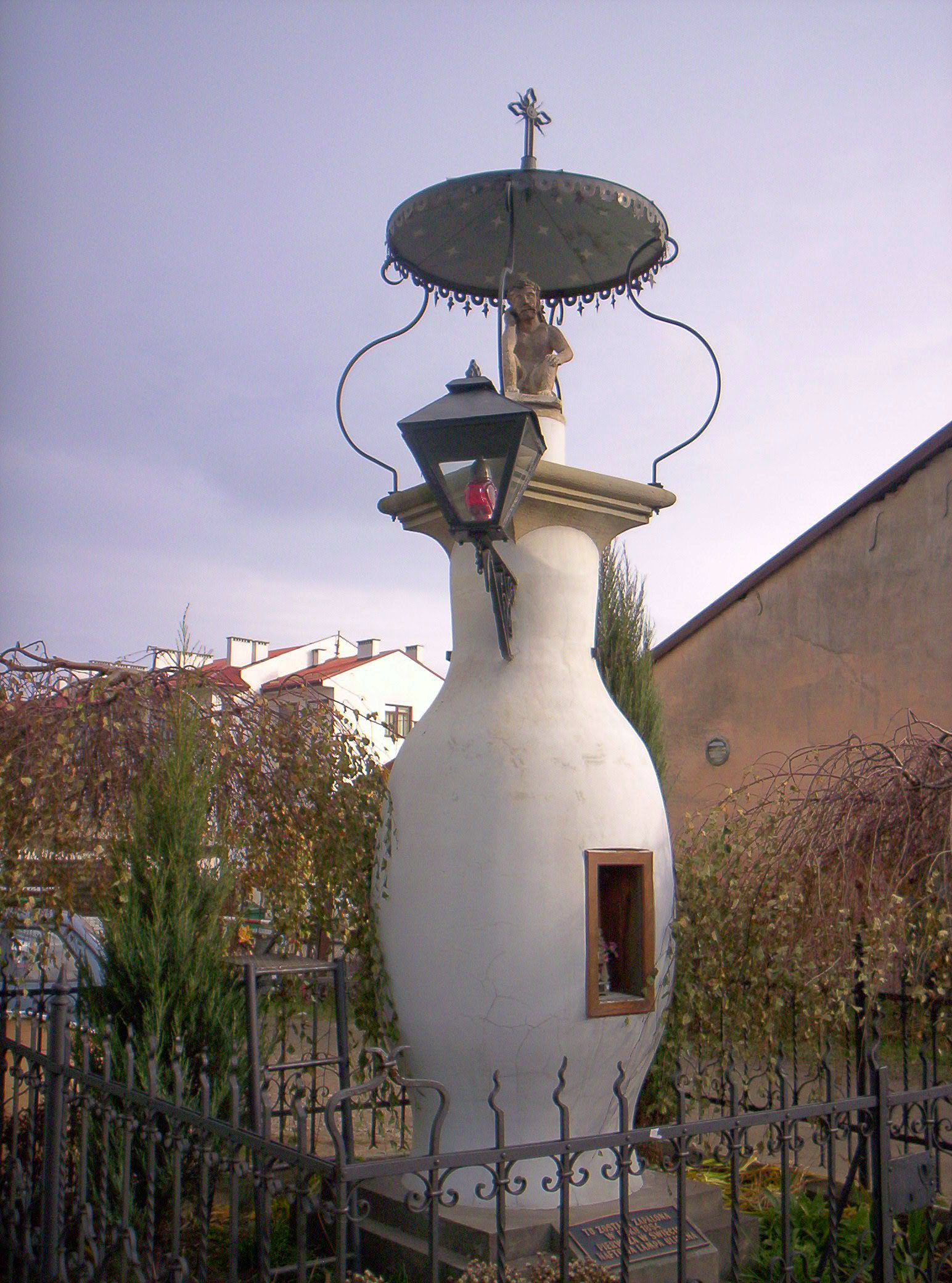
Горлице. Часовня в форме керосиновой лампы на месте, где был зажжён первый керосиновый уличный фонарь

В начале 1854 года Лукасевич, намеревавшийся продолжать свои опыты с нефтью, переехал в Горлице — поближе к основным польским нефтяным месторождениям. Здесь он устроился на работу в аптеку Яна Томашевича, но основное внимание уделял уже переработке нефти и практическому использованию продуктов такой переработки. Очередным успехом Лукасевича стало использование керосиновой лампы для целей уличного освещения: в 1854 году в Горлице на пересечении улиц Венгерской и Костюшко был зажжён первый в мире керосиновый уличный фонарь.
Обосновавшись в Горлице, Лукасевич договорился о коммерческом партнёрстве с предпринимателями Титом Тшецеским и Каролем Клёбассой. В том же 1854 году в принадлежавшей Клёбассе деревне Бубрка (в 12 км от Кросно) Лукасевич пробурил первую в Европе нефтяную скважину (первой же в мире стала разведывательная нефтяная скважина, пробурённая в 1846 году в урочище Биби-Эйбат близ Баку Н. И. Воскобойниковым; в 1847—1848 годах он пробурил там же и первую эксплуатационную нефтяную скважину). Со скважины Лукасевича в Бубрке началась промышленная добыча нефти; к концу XX века общий объём добытой нефти на месторождении в Бубрке составил около 1,2 тыс. тонн.
Игнаций Лукасевич основал также первый нефтеперерабатывающий завод в Австрийской империи; по одним сведениям, он сделал это в местечке Уляшовице под Ясло в 1856 году, по другим — в селе Кленчаны под Новы-Сончем в 1857 году. На заводе из нефти производили не только керосин, но и также асфальт и различные смазочные масла.
20 апреля 1857 года Игнаций Лукасевич женился на своей племяннице Гонорате Стахерской (пол. Honorata Stacherską). В феврале следующего года у них родилась дочь Марианна, которая, однако, в декабре 1859 года умерла от паралича лёгких.
В том же 1857 году Игнаций Лукасевич переехал в Ясло (по другим данным, это произошло в 1858 году). 12 июня 1861 года городские власти Ясло вручили Лукасевичу диплом почётного гражданина города, отметив его активное участие в городских делах. Однако в Ясло Лукасевич жил относительно недолго, и вскоре он вновь переехал — на этот раз в деревню Полянка (ныне — один из районов города Кросно), принадлежавшую его другу и партнёру Титу Тшецескому. В 1861 году он строит здесь новый нефтеперерабатывающий завод.
Между тем в начале 1860-х годов бизнес партнёров идёт в гору, и Лукасевич становится обладателем приличного состояния. Значительную часть его он направил на благотворительность: на его средства строятся дороги и мосты, больницы и школы, немалые средства выделяются на борьбу с бедностью и алкоголизмом; при этом меценат бесплатно раздавал осветительный керосин католическим и православным общинам. Лукасевич оказывал также щедрую финансовую поддержку участникам Польского восстания 1863—1864 годов, закончившегося поражением сторонников независимости Польши.
В 1865 году Игнаций Лукасевич приобрёл в окрестностях Кросно несколько поместий. В одно из них — Хоркувку — он переселился сам, построив здесь очередной нефтеперерабатывающий завод, оснащённый по последнему слову техники. В последующие годы Лукасевич открывает новые нефтяные скважины, строит заводы и неустанно популяризирует керосин как новый вид топлива. При этом он, в отличие от других предпринимателей Галиции, устанавливает высокий по тогдашним меркам уровень вознаграждения для работников, предусматривавший выплаты разнообразных премий. В 1866 году для работников нефтяной скважины в Бубрке Лукасевич впервые вводит систему обязательного страхования на случай болезни, несчастного случая, пожара.
В 1873 году папа Пий IX даровал Лукасевичу за его благотворительную деятельность титул папского камергера и наградил его Орденом Святого Григория Великого. В 1876 году Игнасий Лукасевич был избран депутатом Галицкого краевого сейма. В 1877 году он организовал и провёл во Львове первый в мире Нефтяной конгресс, в котором участвовали ведущие учёные и нефтепромышленники Европы.
7 января 1882 года Игнаций Лукасевич скончался в своём поместье в Хоркувке от острой пневмонии. Похоронен в ограде возведённого на его деньги костёла в селе Зренцин (гмина Хоркувка). В похоронах приняло участие около 4 тыс. человек; в единых рядах шли поляки, украинцы и евреи, отдавая последние почести человеку, который снискал себе огромное уважение и признание со стороны местного сообщества.

## Память

### Объекты, названные в честь Лукасевича
В 1961 году был основан Музей нефтяной и газовой промышленности имени Игнация Лукасевича в Бубрке.
Постановлением Совета Министров Польши от 19 сентября 1974 года имя Игнация Лукасевича было с 1 октября 1974 года присвоено Жешувской Политехнике.
В феврале 2012 года был основан фонд Институт Игнация Лукасевича — некоммерческая организация, ставящая своей целью научно-просветительскую деятельность (включая прежде всего распространение знаний о деятельности и научном наследии Игнация Лукасевича), поддержку развитию предпринимательства, содействие экономическому образованию и мерам по защите прав семьи, по улучшению условий труда.

### Памятники

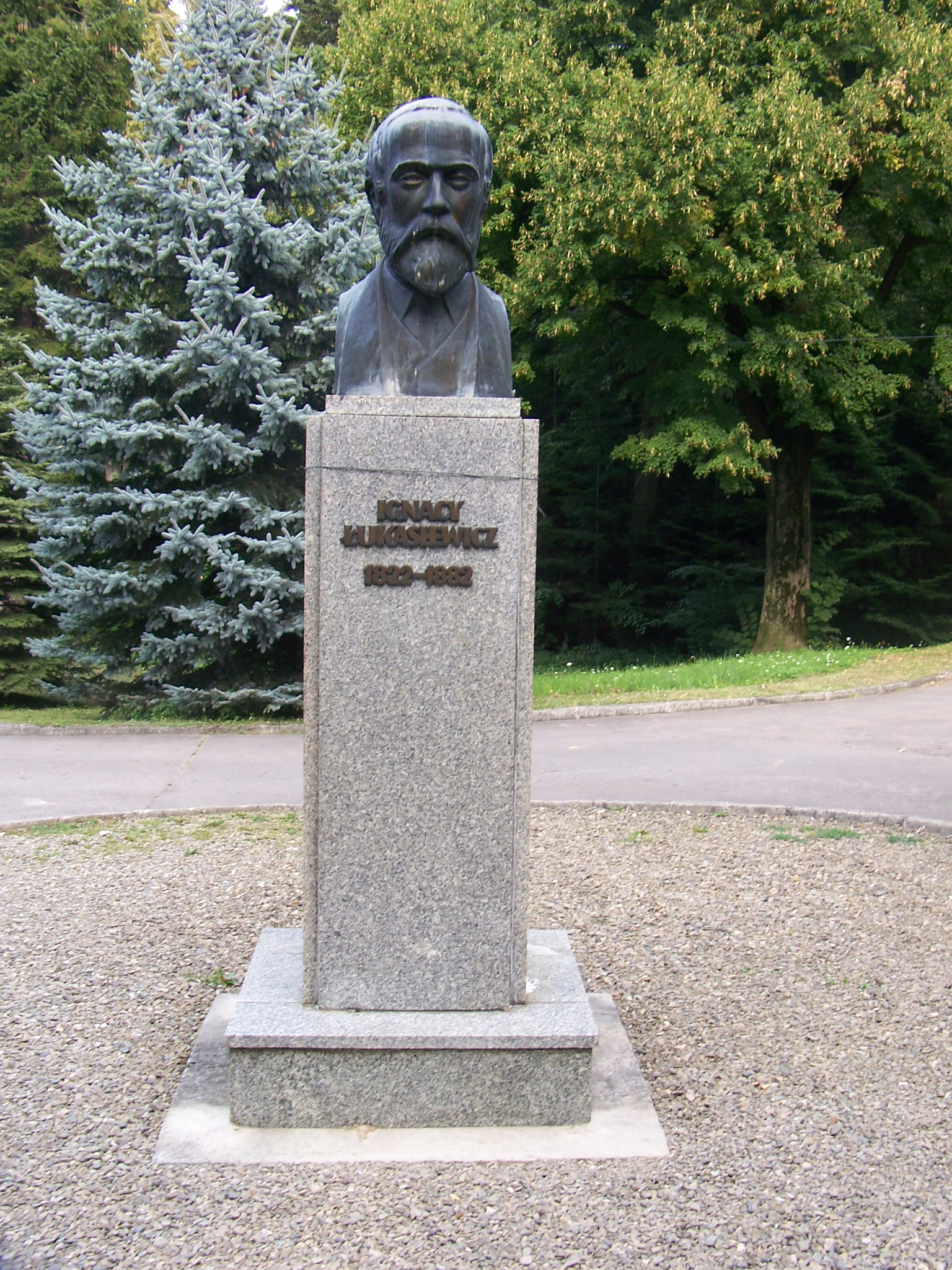
Бубрка. Бюст Игнация Лукасевича (1998)

Памятники Игнацию Лукасевичу установлены в ряде городов Польши. Наиболее известны:
- Памятник в Кросно (пл. Конституции 3 Мая): бронзовая статуя на гранитном цоколе работы скульптора Я. Рашки. Открыт 23 октября 1932 года[40][41].
- Памятник в Хоркувке[англ.]; открыт в 1979 году[42].
- Памятник в Жешуве работы скульптора В. Кандефера[пол.] у здания Жешувской Политехники[пол.]; открыт 22 июня 2001 года[43].
- Памятник в Плоцке работы скульптора К. Бадыны[пол.] на углу аллеи Кобылинского и улицы Лукасевича; открыт в 2007 году[44].
- Памятник в Зелёна-Гуре работы скульптора Роберта Томака на улице Героев Вестерплатте; открыт 3 декабря 2008 года[45].
- Бюст Игнация Лукасевича работы скульптора В. Кандефера[пол.] в Бубрке[англ.] перед зданием Музея нефтяной и газовой промышленности имени Игнация Лукасевича, открытого в 1982 году[46].
- Бюст Игнация Лукасевича работы скульптора В. Кандефера[пол.] на улице Костюшко в Горлице; ещё один бюст Лукасевича установлен в Горлице на улице Вышинского перед зданием средней школы № 1 имени Игнация Лукасевича[42], а на пересечении улиц Венгерской и Костюшко (на месте, где была зажжена первая уличная керосиновая лампа Лукасевича) установлена часовня в форме керосиновой лампы[47].
- Бюст Игнация Лукасевича работы скульптора В. Кандефера[пол.] на улице Любич в Кракове (рядом со зданием Института нефти и газа)[42].

Появился памятник Лукасевичу и на Украине. В 2008 году во Львове на Армянской улице был открыт памятник изобретателям керосиновой лампы Яну Зеху и Игнацию Лукасевичу работы скульптора В. Цисарика. Композиция памятника своеобразна: Зех изображён сидящим за столом у входа в кафе «Керосиновая лампа», а Лукасевич — выглядывающим из окна на третьем этаже заведения.

### Филателия и нумизматика
14 сентября 1960 года по случаю проведения в Познани Польским Фармацевтическим Обществом V научного фармацевтического съезда (проходил с 22 по 24 сентября) в ПНР была выпущена почтовая марка номиналом 60 грошей с портретом Игнация Лукасевича (автор рисунка — Е. Дессельбергер). Одновременно был выпущен и посвящённый данному событию художественный маркированный конверт, на котором была напечатана упомянутая почтовая марка.
22 марта 1982 года в ПНР была издана серия из 6 почтовых марок «100-летие со дня смерти Игнация Лукасевича» (автор рисунков) — В. Анджеевский). На марке номиналом 1 злотый приведён портрет И. Лукасевича, а на марках номиналом 2, 2,5, 3,5, 9 и 10 злотых — изображения керосиновых ламп XIX века.
В память об И. Лукасевиче в ПНР выпускались также цельные вещи, среди которых — односторонние почтовые карточки с оригинальной маркой:
- одна из семи выпущенных в обращение 13 октября 1973 года почтовых карточек, посвящённых Году польской науки, на которой имелась оригинальная марка с портретом Лукасевича номиналом 1 злотый;
- выпущенная 12 июля 1984 года почтовая карточка, посвящённая «130-летию первой польской нефтяной скважины в Бубрке», на которой также имелась оригинальная марка с портретом Лукасевича (номиналом 5 злотых).

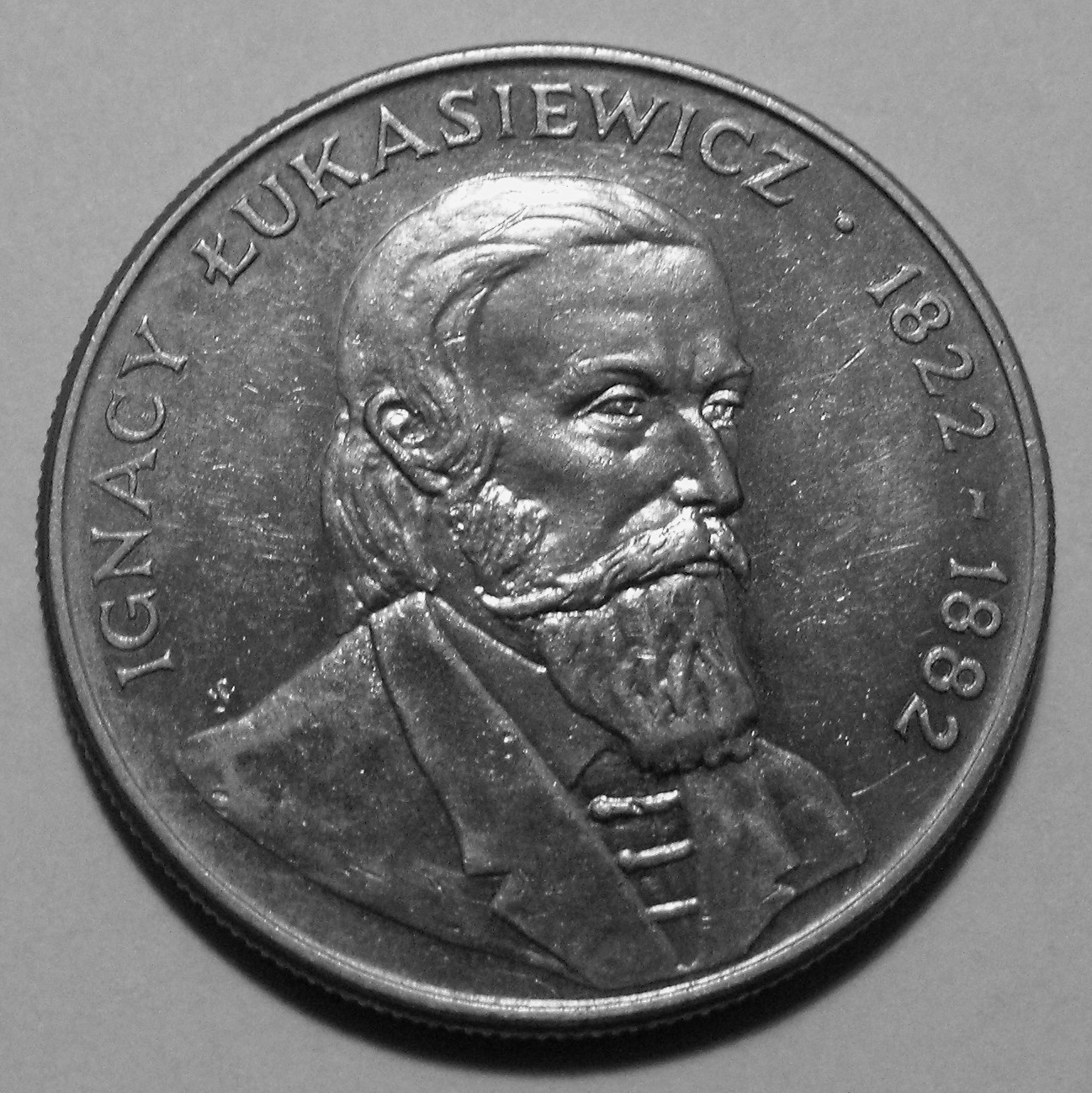
Монета с портретом Игнация Лукасевича (1983)

В 1983 году Национальным банком Польши тиражом 611 700 штук выпущена в обращение памятная монета достоинством 50 злотых, на реверсе которой размещены портрет Игнация Лукасевича и надпись «Ignacy Łukasiewicz • 1822 - 1882» (изготовлена из медно-никелевого сплава; выполнена по проекту А. Ярнушкевича и С. Вонтрубской-Фриндт).
В 2003 году выпущены также монеты из серии  «150 лет нефтяной и газовой промышленности»: памятная монета достоинством 2 злотых (сделана из сплава Nordic gold; по проекту Э. Тыц-Карпиньской и Р. Новаковской, тираж 600 000 штук) и две коллекционные монеты, выполненные по проекту Р. Новаковской: серебряная монета достоинством 10 злотых (тираж 43 700 штук) и золотая монета достоинством 200 злотых (тираж 2100 штук). На рисунках реверса всех трёх монет присутствуют изображение Игнация Лукасевича и дата «31•VII•1853».